# 中部矯正管区
座標: 北緯35度10分57.9秒 東経136度54分40.8秒 / 北緯35.182750度 東経136.911333度

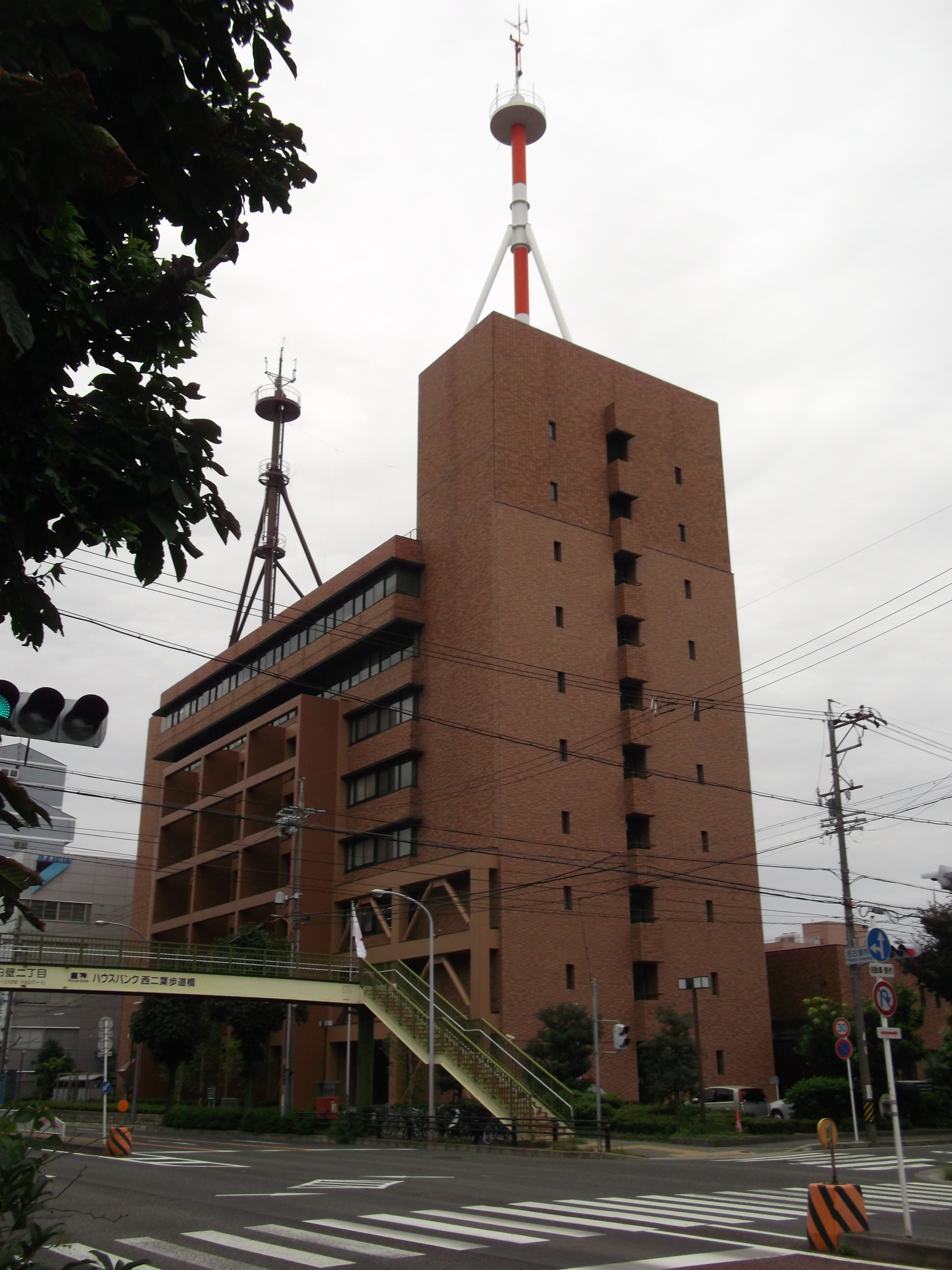
名古屋合同庁舎3号館（2014年9月）

中部矯正管区(ちゅうぶきょうせいかんく)は、法務省矯正局が所管している日本に8つある矯正管区の1つ。2025年4月1日までは名古屋矯正管区という名称が使用されていた。

## 所管
富山・石川・福井・岐阜・愛知・三重の各県にある行刑施設・少年施設の監督

## 所在地
名古屋市東区白壁一丁目15番1号　名古屋合同庁舎3号館

## 所管施設一覧

### 行刑施設（刑務所・拘置所）
- 富山刑務所
- 金沢刑務所
  - 七尾拘置支所
- 福井刑務所
- 岐阜刑務所
  - 岐阜拘置支所
  - 高山拘置支所
  - 御嵩拘置支所
- 笠松刑務所
- 岡崎医療刑務所
- 名古屋刑務所
  - 豊橋刑務支所 - 女子収容施設
  - 岡崎拘置支所
- 三重刑務所
  - 四日市拘置支所
  - 伊勢拘置支所
- 名古屋拘置所
  - 一宮拘置支所
  - 半田拘置支所

### 少年施設（少年院・少年鑑別所）
全国で唯一女子収容可能な少年院を置いていない矯正管区である。そのため、女子の収容予定者は必然的に大阪矯正管区の交野少女学院（大阪府交野市）に移送となる。
少年院
- 湖南学院（石川県金沢市）
- 瀬戸少年院（愛知県瀬戸市）
- 愛知少年院（愛知県豊田市）
- 豊ケ岡学園（愛知県豊明市）
- 宮川医療少年院（三重県伊勢市）

少年鑑別所
- 金沢少年鑑別所（石川県金沢市）
- 岐阜少年鑑別所（岐阜県岐阜市）
- 名古屋少年鑑別所（愛知県名古屋市千種区）
  - 富山少年鑑別支所（富山県富山市）
  - 福井少年鑑別支所（福井県福井市）
- 津少年鑑別所（三重県津市）

## 不祥事
- 名古屋刑務所事件